# المزرب (عبس)

تعديل مصدري - تعديل

المزرب هي إحدى قرى عزلة بني حسن بمديرية عبس التابعة لمحافظة حجة، بلغ تعداد سكانها 150 نسمة حسب تعداد اليمن لعام 2004.